# 5463 Danwelcher
5463 Danwelcher este un asteroid din centura principală de asteroizi.

## Descriere
5463 Danwelcher este un asteroid din centura principală de asteroizi. A fost descoperit pe 15 octombrie 1985 la Stația Anderson Mesa de Edward L. G. Bowell. El prezintă o orbită caracterizată de o semiaxă mare de 2,25 ua, o excentricitate de 0,14 și o înclinație de 3,8° în raport cu ecliptica.